# Fontaine de la Cathédrale
La fontaine de la Cathédrale est une fontaine monumentale de l'île de La Réunion, département et région d'outre-mer français dans le sud-ouest de l'océan Indien. Située dans le centre-ville de Saint-Denis face à la cathédrale de Saint-Denis, elle est classée au titre de ce dernier édifice parmi les Monuments historiques depuis le 13 octobre 1975. Sa vasque est soutenue par un palmier auquel sont adossées quatre statues. Une restauration opérée en 2010 a vu la suppression de la chaîne qui entourait depuis dix ans les quatre personnages.